# Огнян Стоичков
Огнян Стоичков Янакиев е български политик, народен представител, избран от листата на ПП „Атака“ в XLI народно събрание.

## Биография
Огнян Стоичков е роден на 1 април 1968 година в град Омуртаг. Завършва математическа гимназия, а след това право в Софийския университет „Св. Климент Охридски“. Доктор по национална сигурност на Военната академия.  
От 1994 г. до момента е вписан като адвокат в Софийска адвокатска колегия. От м. юли 2009 г. до м. март 2013 г. – народен представител в XLI народно събрание и Председател на Комисията по образование, наука, въпросите на децата, младежта и спорта; През този период е и член на Съвета на настоятелите на БАН.
От 2013 г. до момента – член на Националното бюро за контрол на специалните разузнавателни средства, втори мандат.  
Лектор в Националния институт на правосъдието, преподавател във Военна академия "Г.С.Раковски" и в Шуменски университет " Епископ Константин Преславски". 
Автор  на  монографията  " СПЕЦИАЛНИ РАЗУЗНАВАТЕЛНИ СРЕДСТВА  И  СЛУЖБИ  ЗА СИГУРНОСТ "